# Skoky do vody na mistrovství Evropy v plaveckých sportech 2002
Závody v skocích do vody na mistrovství Evropy v plaveckých sportech za rok 2002 proběhly v Berlíně, Německo ve dnech 25. července až 4. srpna 2002.

## Česká stopa
Česko reprezentovali naturalizovaný Ukrajinec Jaroslav Makohin (*1976) a Lucie Absolonová (*1979). Oba z pardubického klubu SCPAP. Makohin v skocích z 1 m prkna nepostoupil z kvalifikace a z 24 závodníků obsadil 13. místo. V skocích z 3 m prkna obsadil ve finále 8. místo z 27 startujících. Absolonová v disciplíně skoku z 10 m věže nepostoupila z kvalifikace. Z 19 závodnic obsadila 19. místo. Šéftrenérkou reprezentace byla Marie Čermáková.

## Výsledky

### Individuální disciplíny
| Muži              | Zlato                    | Zlato  | Stříbro                | Stříbro | Bronz                     | Bronz  |
| ----------------- | ------------------------ | ------ | ---------------------- | ------- | ------------------------- | ------ |
| Skoky z 1 m prkna | Nicola Marconi (ITA)     | 390,81 | José Miguel Gil (ESP)  | 385,86  | Christian Löffler (GER)   | 377,94 |
| Skoky z 3 m prkna | Dmitrij Sautin (RUS)     | 495,45 | Andreas Wels (GER)     | 463,59  | Vasilij Lisovskij (RUS)   | 456,06 |
| Skoky z 10 m věže | Heiko Meyer (GER)        | 492,39 | Imre Lengyel (HUN)     | 426,27  | Alexandr Varlamov (BLR)   | 400,62 |
| Ženy              | Zlato                    | Zlato  | Stříbro                | Stříbro | Bronz                     | Bronz  |
| Skoky z 1 m prkna | Heike Fischerová (GER)   | 308,58 | Vera Iljinová (RUS)    | 307,53  | Natalija Umyskovová (RUS) | 285,03 |
| Skoky z 3 m prkna | Julija Pachalinová (RUS) | 329,94 | Ditte Kotzianová (GER) | 319,08  | Conny Schmalfußová (GER)  | 295,29 |
| Skoky z 10 m věže | Anke Piperová (GER)      | 337,05 | Tania Cagnottová (ITA) | 331,32  | Olha Leonovová (UKR)      | 321,93 |

### Týmové disciplíny
| Muži                                     | Zlato                                                | Zlato  | Stříbro                                           | Stříbro | Bronz                                                   | Bronz  |
| ---------------------------------------- | ---------------------------------------------------- | ------ | ------------------------------------------------- | ------- | ------------------------------------------------------- | ------ |
| Synchronizované skoky dvojic z 3 m prkna | Rusko (RUS) (Dmitrij Bajbakov, Dmitrij Sautin)       | 360,33 | Německo (GER) (Tobias Schellenberg, Andreas Wels) | 350,25  | Itálie (ITA) (Nicola Marconi, Tommaso Marconi)          | 330,51 |
| Synchronizované skoky dvojic z 10 m věže | Ukrajina (UKR) (Anton Zacharov, Roman Volodkov)      | 340,20 | Maďarsko (HUN) (Imre Lengyel, András Hajnal)      | 315,06  | Bělorusko (BLR) (Alexandr Varlamov, Andrej Mamontov)    | 300,36 |
| Ženy                                     | Zlato                                                | Zlato  | Stříbro                                           | Stříbro | Bronz                                                   | Bronz  |
| Synchronizované skoky dvojic z 3 m prkna | Německo (GER) (Ditte Kotzianová, Conny Schmalfußová) | 312,00 | Rusko (RUS) (Vera Iljinová, Julija Pachalinová)   | 308,76  | Itálie (ITA) (Tania Cagnottová, Maria Marconiová)       | 268,98 |
| Synchronizované skoky dvojic z 10 m věže | Německo (GER) (Ditte Kotzianová, Annett Gammová)     | 309,78 | Ukrajina (UKR) (Olha Leonovová, Olena Župinová)   | 284,97  | Rusko (RUS) (Jevgenija Olševská, Svetlana Timošininová) | 283,02 |

## Medailová bilance
Ve skocích do vody se rozdělilo celkem 10 sad medailí.
| Pořadí | Stát            |       | Muži    | Muži  | Muži  |         | Ženy  | Ženy  | Ženy    |       | Muži + Ženy | Muži + Ženy | Muži + Ženy | Celkem |
| Pořadí | Stát            | Zlato | Stříbro | Bronz | Zlato | Stříbro | Bronz | Zlato | Stříbro | Bronz |             |             |             | Celkem |
| ------ | --------------- | ----- | ------- | ----- | ----- | ------- | ----- | ----- | ------- | ----- | ----------- | ----------- | ----------- | ------ |
| 1.     | Německo (GER)   |       | 1       | 2     | 1     |         | 4     | 1     | 1       |       | 5           | 3           | 2           | 10     |
| 2.     | Rusko (RUS)     |       | 2       | 0     | 1     |         | 1     | 2     | 2       |       | 3           | 2           | 3           | 8      |
| 3.     | Itálie (ITA)    |       | 1       | 0     | 1     |         | 0     | 1     | 1       |       | 1           | 1           | 2           | 4      |
| 4.     | Ukrajina (UKR)  |       | 1       | 0     | 0     |         | 0     | 1     | 1       |       | 1           | 1           | 1           | 3      |
| 5.     | Maďarsko (HUN)  |       | 0       | 2     | 0     |         | 0     | 0     | 0       |       | 0           | 2           | 0           | 2      |
| 6.     | Španělsko (ESP) |       | 0       | 1     | 0     |         | 0     | 0     | 0       |       | 0           | 1           | 0           | 1      |
| 7.     | Bělorusko (BLR) |       | 0       | 0     | 2     |         | 0     | 0     | 0       |       | 0           | 0           | 2           | 2      |
| Celkem | Celkem          |       | 5       | 5     | 5     |         | 5     | 5     | 5       |       | 10          | 10          | 10          | 30     |